# Shāyeq
Shāyeq (persiska: شايق) är en ort i Iran.   Den ligger i provinsen Ardabil, i den nordvästra delen av landet, 400 km nordväst om huvudstaden Teheran. Shāyeq ligger 1 950 meter över havet och antalet invånare är 923.
Terrängen runt Shāyeq är huvudsakligen kuperad, men åt nordväst är den bergig.Runt Shāyeq är det ganska tätbefolkat, med 139 invånare per kvadratkilometer. Närmaste större samhälle är Sara'eyn, 7,3 km öster om Shāyeq. Trakten runt Shāyeq består i huvudsak av gräsmarker.